# Ajo (Georgia)
Ajo (en georgiano: ახო) es una aldea de Georgia ubicada en el suroeste de la República Autónoma de Ayaria, siendo parte del municipio de Keda. 

## Geografía
Ajo está en el margen derecha del río Ayaristskali, a aproximadamente 10 km al noreste de Keda.

## Historia
En la época soviética, en el pueblo funcionaba una granja colectiva que lleva el nombre de la III Internacional.

## Demografía
La evolución demográfica de Ajo entre 2002 y 2014 fue la siguiente:
| 805                                             | 594 |
| (Fuente: Population of Georgia in Soviet times) |     |

Según el último censo del año 2014, el pueblo tenía una población de 594 habitantes, siendo todos georgianos.

## Economía
La viticultura se desarrolló durante el período soviético.

## Infraestructura

### Arquitectura, monumentos y lugares de interés
Aquí se encuentra la mezquita de Ajo, un monumento de importancia nacional construido por el maestro artesano Usta Husein en 1817-1818 y decorada con adornos.